# ラティール・シー
ラティール・シー（Latyr Sy、1972年9月12日 - ）は、セネガル出身のパーカッショニスト、歌手。1990年代半ばから東京都に在住。兄であるAugusitin Senghor（オギュスタン・サンゴール）は、セネガルの世界遺産であるゴレ島の市長・兼弁護士であり、アフリカサッカー連盟（CAF）のバイスプレジデント、セネガルサッカー連盟の会長も務める。

## 経歴
セネガル、ゴレ島に生まれる。10歳のときにアフリカンドラムを始める。
1995年に来日。パーカッショングループ「AFRICA SUNU XELCOM」を結成し、ソリスト、ボーカルを務める。同年、中国の北京・万里湖・天津・大連・ハルピンで大倉正之助と共演。
1998年、長野オリンピックで開かれた日本の伝統芸能の舞台に出演。同年、キューバにて「キューバ日系移民100周年記念行事」で朝崎郁恵と共演し、韓国では「International Jazz Festival」に出演する。2000年には、仙波清彦のフランス・ドイツ・エジプトツアーに参加。
2002年、ワシントンD.C.のスミソニアン博物館で、ヨーヨー・マがプロデュースするイベントで野村万之丞と共演した。
2002年、久下恵生、内田直之、ラティールの３人でグループ「Flying Rhythms」を結成。同年6月25日、ファースト・アルバム『Flying Rhythms』を発表。以降、計6枚のアルバムを制作した。
2005年、仙波清彦と愛知万博に参加。2013年には、ケニアにて外務省主催「日ケニア外交５０周年記念イベント」にてYAS−KAZ（佐藤康和）と共演、ジブチ・エチオピアにおいても演奏する。同年、NHK・Eテレの音楽番組『スコラ 坂本龍一 音楽の学校』シーズン3の「アフリカの音楽」全4回に出演。
2019年には、日本政府主催、世界銀行・国連が共催するアフリカ開発会議（TICADVII）における内閣総理大臣・安倍晋三主催の記念晩餐会において、アフリカを代表するアーティストとして、天皇・皇后の前で演奏。
共演したミュージシャンは、坂本龍一、白井貴子、ナオト・インティライミ、ORIGINAL LOVE、熊谷和徳、忌野清志郎、ママディ・ケイタ、大倉正之助、仙波清彦、佐藤允彦、リコ・ロドリゲス、金大換（打楽器奏者）、カン・サネ（歌手）などジャンル、国籍ともに多岐にわたる。
その他、長野オリンピック、ラグビーワールドカップ2019、パリコレクション、2002 FIFAワールドカップなど、多数のイベントで演奏をしている一方で、テレビコマーシャルの音楽も多数制作している。豊田通商、ヤマハ、ナショナル・ジオグラフィックのテレビコマーシャルには俳優として出演もしており、「火花」「パンク侍、斬られて候」の映画にも俳優として出演している。

### 東京オリンピック開会式
2020年12月中、広告代理店がラティールに翌年の東京オリンピックの開会式への出演を打診。広告代理店からは、セネガル人の弦楽器奏者と日本人のタップダンサーがメインで出演すると説明があり、ラティールは引き受ける。オンラインで打ち合わせを重ね、ラティールは歌唱と打楽器を担当することとなった。日誌をつけること、他の仕事を断ること、毎日の体温を記録することなどが細かく命じられ、4月22日には開会式出演の取り決めなどに同意する書類にサイン。送られてきた文書には開会式のプランは極秘である旨の言葉が記載されていた。
ところが、4月末に始まる予定だったリハーサルは延期になった。5月上旬、マネジメント会社に問い合わせると、「出演がキャンセルになった」と電話で告げられる。理由を尋ねると、会合の場が設けられた。現れたのは広告代理店の担当者だった。代理店の説明によれば、オリンピック組織委員会側が次のように言ったという。もしラティールが出演すれば「なぜアフリカ人がショーに出てるんだ？」と観客はきっと疑問に思う、だからラティールに出てもらうことはできない、と。組織委は「なぜここにアフリカ人が？となれば、他の国籍も入れないといけないという話になる」とも指摘し、ラティールとセネガル人の出演をキャンセルするよう、代理店に求めた。
ラティールは開会式前日の7月22日、ことの顛末を自身のFacebookで公表。開会式をめぐっては、作曲担当の小山田圭吾が90年代の雑誌インタビューの内容が問題視され7月19日に辞任、ショーディレクター担当の小林賢太郎がラーメンズ時代のコント内容が問題視され7月22日に解任という異常な事態となっており、ラティールの投稿は読者らによってSNSで拡散された。ラティールは翌23日、英国の『インデペンデント』の取材に応じ、「黒人であるという理由で組織委員会が出演予定者を排斥した」と告発した。「完全にあれはレイシストだ。だって『なんでこの男が？ なんでアフリカ人なんだ？』と言ったと確かに僕は聞かされたのだから。もちろんその手のことは山のように見てきたし、いやな気持ちもずいぶん体験してきた。でもこれはオリンピックなんだよ。どう考えてもそぐわないじゃないか。それでも僕は沈黙しなくてはいけないのか」とラティールはインタビューに答えている。
組織委戦略広報課と広告代理店広報部は、メディアの取材に、出演見送りの理由を「感染症対策と予算の制約」と回答している。出演を取り消した音楽家がほかにいるのかは明らかにしていない。